# Enea Zhegu
Enea Zhegu też jako: Enea Zheku (ur. 9 lipca 1964 w Tiranie, zm. 29 maja 2022 tamże) – albański aktor. 

## Życiorys
Ukończył studia na wydziale aktorskim Instytutu Sztuk w Tiranie. Występował na scenie Teatru Ludowego w Tiranie.
Na dużym ekranie zadebiutował jako dziecko, w wieku 12 lat. W 1976 został zaangażowany przez reżysera Dhimitra Anagnostiego do jednej z głównych ról w filmie fabularnym Lulëkuqet mbi mure. W dzieciństwie wystąpił jeszcze w dwóch filmach, w obrazie Tomka dhe shokët e tij zagrał rolę tytułową. Po ukończeniu studiów wystąpił w głównej roli w filmie Një jetë më shumë (reż. Gëzima Erebara i Gavrosh Haxhihyseni).
W latach 90. wyemigrował do Grecji, a następnie do Włoch. W 2006 powrócił do Tirany, gdzie rozpoczął działalność gospodarczą (był właścicielem restauracji Vila 31). W 2014 powrócił do filmu, grając rolę Pilo w obrazie Milenium Besnika Bishy. Zmarł po długiej chorobie.

## Role filmowe
- 1976: Lulëkuqet mbi mure jako Lelo
- 1977: Njeriu me top jako Zigur
- 1977: Tomka dhe shokët e tij jako Tomka
- 1986: Një jetë me shume jako Çomo
- 2014: Milenium jako Pilo